# Paršovice
Paršovice (in tedesco Parschowitz) è un comune della Repubblica Ceca facente parte del distretto di Přerov, nella regione di Olomouc.